# 栃尾鉄道モハ210形電車
栃尾鉄道モハ210形電車（とちおてつどうモハ210がたでんしゃ）は、かつて日本の新潟県に存在した鉄道路線（軽便鉄道）の栃尾鉄道（→栃尾電鉄→越後交通栃尾線）で使用されていた電車である。1970年以降は制御車のクハ112として使用された。

## 概要・運用
第二次世界大戦後の石炭価格高騰に対処するため1948年に電化を行った栃尾鉄道は、当初草軽電鉄からの譲渡車両や既存の気動車の改造により電車（電動車）の増備を進めたが、1950年代以降は自社工場での新造車両の製造が実施された。その1つとして、1954年に作られたのがモハ210形（モハ210）である。
製造費用の軽減や車体の軽量化を目的に外板にジュラルミンが使用されており、重量は同じく全長13,600 mmのモハ212形と比較して3 t以上軽かった。一方で車体の高さは2,910 mmと低く集電装置（菱形パンタグラフ）はやぐらの上に設置される構造となっており、川垣恭三 & 反町忠夫 (1964)は天井部に利用客のスキー板による傷が多数存在した旨を報告している。また製造当初の座席配置はクロスシートであったが、2年後の1956年にはロングシートに改められた。
越後鉄道が1956年に越後電鉄に、1960年に越後交通の路線（栃尾線）となって以降も引き続き使用されたが、1970年に集電装置や主電動機などの電装機器が外された上で総括制御用の自動空気ブレーキ（ACM）を搭載する改造を受け、3月27日付で制御車のクハ112に車両番号が改められた。栃尾線に在籍していた制御車のほとんどは片側のみに運転台を有する構造であったが、クハ112は原型の両運転台がそのまま維持された。1973年に大部分の区間が廃止されて以降も総括制御編成を組む他の車両と共に使用されたが、2年後の1975年3月31日限りで越後交通栃尾線は全線が廃止され、クハ112は他車と共に廃車・解体された。

## 参考資料
- 川垣恭三、反町忠夫「越後交通栃尾線の車両」『鉄道ファン』第4巻第2号、交友社、1963年11月20日、42-45頁。
- 瀬古龍雄、川垣恭三、反町忠夫、吉田豊「越後交通栃尾線」『鉄道ピクトリアル 1969年12月 臨時増刊号』第19巻第12号、鉄道図書刊行会、1969年12月10日、36-49頁。
- 寺田祐一『消えた轍 ローカル私鉄廃線跡探訪 2 東北・関東』ネコ・パブリッシング〈Neko mook〉、2005年8月1日。ISBN 978-4777003778。